# Tito Lupini
Emilio Tito Lupini (Johannesburg, 1º luglio 1956 – Johannesburg, 23 luglio 2021) è stato un rugbista a 15 e allenatore di rugby a 15 sudafricano naturalizzato italiano.

## Biografia
Nato e cresciuto in Sudafrica da genitori italiani, rappresentò da giocatore la formazione provinciale del Transvaal prima di trasferirsi in Italia negli anni ottanta ed essere ingaggiato dal Rovigo della cui prima linea costituì elemento-chiave per la conquista dei due scudetti di fine decennio (il primo dei quali quello della stella per i rodigini). Nel campionato 1989-90, vinto da Rovigo, ricoprì il doppio ruolo di allenatore/giocatore.
Esordiente in Nazionale italiana nel 1987 in Coppa FIRA a Costanza contro la Romania, fu convocato dal C.T. Marco Bollesan nella rosa che prese parte alla prima edizione della Coppa del Mondo, disputando tutti i tre incontri in cui gli Azzurri furono impegnati.
Dopo il ritiro dalla carriera agonistica avvenuto nel 1992 intraprese quella tecnica, allenando lo stesso Rovigo, giungendo alla finale-scudetto del 1991-92 (poi persa) contro il Benetton Treviso; tra le esperienze tecniche di rilievo quelle di allenatore della mischia della Namibia e successivamente, analogo ruolo, ancora nel Rovigo.
È morto a Johannesburg il 23 luglio 2021, all'età di 65 anni, per complicanze legate al COVID-19.

## Palmarès
- Campionati italiani: 2
Rovigo: 1987-88; 1989-90